# Юкшин-Гардан-Сар
Юкшин Гардан Сар (англ. Yukshin Gardan Sar) — одна з вершин хребта Гіспар Муздаг в Каракорумі. Розташована на півночі Пакистану, за 15 км на північний схід від Кун'янг Гхіч і за 6 км на північний захід від Канжут Сар. Це 55-та вершина світу. Інколи вказують висоту від 7469 до 7641 м.
Перше сходження 26 червня 1984 р. здійснили австрійці Willi Bauer, Walter Bergmayr, Willi Brandecker, Reinhard Streif.